# 以禮助人協會

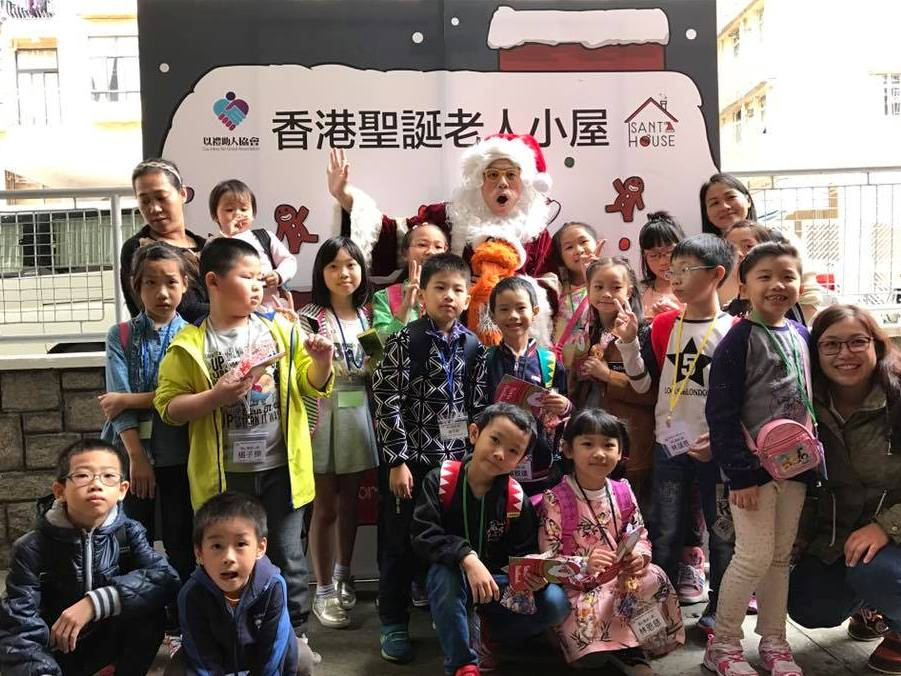
以禮助人協會聖誕小屋慈善場

以禮助人協會（英語：Courtesy for Good Association）是香港的一個慈善組織，於2014年註冊為非牟利機構。總部位於沙田，由一群熱心參與社會公益的無黨派義務工作者成立，多年來從不收取任何捐款，所有開支均由主席或副主席全數承擔，以行動、捐獻物資等，協助在港生活的弱勢社群，此外，協會亦行常地為青少年免費開辦職前教育班，令青少年能學習些技能，在社會上能自力更生。

## 主席
凌國龍先生

## 外部連結
- 以禮助人協會 官方網址（页面存档备份，存于）
- 以禮助人協會 官方Facebook（页面存档备份，存于）